# Partecipanti alla Freccia del Brabante 2023
Elenco dei partecipanti alla Freccia del Brabante 2023.
La Freccia del Brabante 2023 è stata la sessantatreesima edizione della corsa. Alla competizione presero parte venti squadre: undici con licenza UCI World Tour 2023 e nove dell'UCI ProTeam.
Accreditati alla partenza 133 ciclisti.

## Corridori per squadra
| Ineos Grenadiers         | Ineos Grenadiers         | Ineos Grenadiers         | Soudal Quick-Step      | Soudal Quick-Step      | Soudal Quick-Step      | Alpecin-Deceuninck          | Alpecin-Deceuninck          | Alpecin-Deceuninck          |
| ------------------------ | ------------------------ | ------------------------ | ---------------------- | ---------------------- | ---------------------- | --------------------------- | --------------------------- | --------------------------- |
| N°                       | Ciclista                 | Clas.                    | N°                     | Ciclista               | Clas.                  | N°                          | Ciclista                    | Clas.                       |
| 1                        | Michał Kwiatkowski       | R                        | 11                     | Andrea Bagioli         | 8°                     | 21                          | Quinten Hermans             | 11°                         |
| 2                        | Leo Hayter               | R                        | 12                     | Rémi Cavagna           | 4°                     | 22                          | Axel Laurance               | 32°                         |
| 3                        | Cameron Wurf             | R                        | 13                     | Dries Devenyns         | 44°                    | 23                          | Søren Kragh Andersen        | R                           |
| 4                        | Michael Leonard          | R                        | 14                     | Jordi Warlop           | 29°                    | 24                          | Jason Osborne               | R                           |
| 5                        | Joshua Tarling           | 58°                      | 15                     | Jannik Steimle         | 53°                    | 25                          | Xandro Meurisse             | R                           |
| 6                        | Brandon Rivera           | R                        | 16                     | Martin Svrček          | R                      | 26                          | Robert Stannard             | 18°                         |
| 7                        | Kim Heiduk               | 10°                      | 17                     | Stan Van Tricht        | 26°                    | 27                          | Gianni Vermeersch           | R                           |
| Intermarché-Circus-Wanty | Intermarché-Circus-Wanty | Intermarché-Circus-Wanty | Lotto Dstny            | Lotto Dstny            | Lotto Dstny            | AG2R Citroën Team           | AG2R Citroën Team           | AG2R Citroën Team           |
| N°                       | Ciclista                 | Clas.                    | N°                     | Ciclista               | Clas.                  | N°                          | Ciclista                    | Clas.                       |
| 31                       | Francesco Busatto        | 14°                      | 41                     | Arnaud De Lie          | 7°                     | 51                          | Benoît Cosnefroy            | 3°                          |
| 32                       | Lilian Calmejane         | 24°                      | 42                     | Jarrad Drizners        | R                      | 52                          | Stan Dewulf                 | R                           |
| 33                       | Dries De Pooter          | R                        | 43                     | Pascal Eenkhoorn       | 34°                    | 53                          | Dorian Godon                | 1°                          |
| 34                       | Jelle Vermoote           | R                        | 44                     | Andreas Kron           | 35°                    | 54                          | Oliver Naesen               | R                           |
| 35                       | Tom Paquot               | R                        | 45                     | Mathijs Paasschens     | R                      | 55                          | Michael Schär               | R                           |
| 36                       | Dion Smith               | R                        | 46                     | Arjen Livyns           | R                      | 56                          | Lawrence Naesen             | R                           |
| 37                       | Loïc Vliegen             | R                        | 47                     | Florian Vermeersch     | 43°                    | 57                          | Greg Van Avermaet           | R                           |
| Bahrain Victorious       | Bahrain Victorious       | Bahrain Victorious       | Cofidis                | Cofidis                | Cofidis                | EF Education-EasyPost       | EF Education-EasyPost       | EF Education-EasyPost       |
| N°                       | Ciclista                 | Clas.                    | N°                     | Ciclista               | Clas.                  | N°                          | Ciclista                    | Clas.                       |
| 61                       | Wout Poels               | 30°                      | 71                     | Axel Zingle            | 5°                     | 81                          | Mikkel Frølich Honoré       | 21°                         |
| 62                       | Nikias Arndt             | 15°                      | 73                     | André Carvalho         | R                      | 82                          | Ben Healy                   | 2°                          |
| 63                       | Matevž Govekar           | R                        | 74                     | Eddy Finé              | 42°                    | 83                          | Andrea Piccolo              | R                           |
| 64                       | Fran Miholjević          | R                        | 76                     | Christophe Noppe       | R                      | 84                          | Simon Carr                  | R                           |
| 65                       | Nicolò Buratti           | 59°                      | 77                     | Alexandre Delettre     | 45°                    | 85                          | Sean Quinn                  | R                           |
| 67                       | Jonathan Milan           | 60°                      |                        |                        |                        | 87                          | Michael Valgren             | 52°                         |
| Team Arkéa-Samsic        | Team Arkéa-Samsic        | Team Arkéa-Samsic        | Trek-Segafredo         | Trek-Segafredo         | Trek-Segafredo         | UAE Team Emirates           | UAE Team Emirates           | UAE Team Emirates           |
| N°                       | Ciclista                 | Clas.                    | N°                     | Ciclista               | Clas.                  | N°                          | Ciclista                    | Clas.                       |
| 91                       | Warren Barguil           | 17°                      | 101                    | Edward Theuns          | R                      | 111                         | Matteo Trentin              | R                           |
| 93                       | Mathis Le Berre          | 50°                      | 103                    | Markus Hoelgaard       | 46°                    | 112                         | Mikkel Bjerg                | R                           |
| 94                       | Kévin Ledanois           | R                        | 104                    | Quinn Simmons          | R                      | 113                         | Sjoerd Bax                  | R                           |
| 95                       | Łukasz Owsian            | 49°                      | 105                    | Toms Skujiņš           | 9°                     | 114                         | Alessandro Covi             | 13°                         |
| 96                       | Andrij Ponomar           | 25°                      | 106                    | Asbjørn Hellemose      | R                      | 115                         | Ryan Gibbons                | R                           |
| 97                       | Alan Riou                | R                        | 106                    | Mathias Vacek          | 47°                    | 116                         | Marc Hirschi                | 19°                         |
|                          |                          |                          |                        |                        |                        | 117                         | Vegard Stake Laengen        | R                           |
| Bingoal WB               | Bingoal WB               | Bingoal WB               | Team Flanders-Baloise  | Team Flanders-Baloise  | Team Flanders-Baloise  | Bolton Equities Black Spoke | Bolton Equities Black Spoke | Bolton Equities Black Spoke |
| N°                       | Ciclista                 | Clas.                    | N°                     | Ciclista               | Clas.                  | N°                          | Ciclista                    | Clas.                       |
| 121                      | Lucas Jacques            | R                        | 131                    | Jenno Berckmoes        | 20°                    | 141                         | Logan Currie                | R                           |
| 122                      | Julian Mertens           | 22°                      | 132                    | Kamiel Bonneu          | 33°                    | 142                         | Aaron Gate                  | 51°                         |
| 123                      | Floris De Tier           | R                        | 133                    | Vito Braet             | 16°                    | 143                         | Ryan Christensen            | R                           |
| 124                      | Dimitri Peyskens         | R                        | 134                    | Alex Colman            | R                      | 144                         | James Fouché                | R                           |
| 125                      | Johan Meens              | R                        | 135                    | Sander De Pestel       | R                      | 145                         | Mark Stewart                | 41°                         |
| 126                      | Aaron Van der Beken      | R                        | 136                    | Elias Maris            | 54°                    | 146                         | Jacob Scott                 | 37°                         |
| 127                      | Luca Van Boven           | R                        | 137                    | Ward Vanhoof           | R                      | 147                         | Rory Townsend               | R                           |
| Human Powered Health     | Human Powered Health     | Human Powered Health     | Israel-Premier Tech    | Israel-Premier Tech    | Israel-Premier Tech    | Q36.5 Pro Cycling Team      | Q36.5 Pro Cycling Team      | Q36.5 Pro Cycling Team      |
| N°                       | Ciclista                 | Clas.                    | N°                     | Ciclista               | Clas.                  | N°                          | Ciclista                    | Clas.                       |
| 151                      | Charles-Étienne Chrétien | R                        | 161                    | Tom Van Asbroeck       | R                      | 171                         | Jack Bauer                  | R                           |
| 152                      | Gage Hecht               | R                        | 162                    | Simon Clarke           | 40°                    | 173                         | Kamil Małecki               | R                           |
| 153                      | August Jensen            | 48°                      | 163                    | Giacomo Nizzolo        | R                      | 174                         | Cyrus Monk                  | R                           |
| 154                      | Colin Joyce              | 55°                      | 164                    | Daryl Impey            | R                      | 175                         | Alessandro Fedeli           | R                           |
| 155                      | Wessel Krul              | R                        | 165                    | Nick Schultz           | R                      | 176                         | Tobias Ludvigsson           | R                           |
| 156                      | Barnabás Peák            | R                        | 166                    | Corbin Strong          | 23°                    | 177                         | Nickolas Zukowsky           | R                           |
| 157                      | Adam de Vos              | 56°                      | 167                    | Hugo Houle             | 61°                    |                             |                             |                             |
| Tudor Pro Cycling Team   | Tudor Pro Cycling Team   | Tudor Pro Cycling Team   | Uno-X Pro Cycling Team | Uno-X Pro Cycling Team | Uno-X Pro Cycling Team |                             |                             |                             |
| N°                       | Ciclista                 | Clas.                    | N°                     | Ciclista               | Clas.                  |                             |                             |                             |
| 181                      | Nils Brun                | 27°                      | 191                    | Martin Urianstad       | 39°                    |                             |                             |                             |
| 182                      | Aloïs Charrin            | R                        | 192                    | Anthon Charmig         | 31°                    |                             |                             |                             |
| 183                      | Lucas Eriksson           | 36°                      | 193                    | Tord Gudmestad         | 38°                    |                             |                             |                             |
| 184                      | Jacob Eriksson           | R                        | 194                    | Anders Johannessen     | R                      |                             |                             |                             |
| 185                      | Alexander Kamp           | 6°                       | 195                    | Tobias Johannessen     | 57°                    |                             |                             |                             |
| 186                      | Miká Heming              | R                        | 196                    | Jacob Hindsgaul        | R                      |                             |                             |                             |
| 187                      | Arthur Kluckers          | 28°                      | 197                    | Jonas Gregaard         | 12°                    |                             |                             |                             |